# Oregostoma nigripes
Oregostoma nigripes är en skalbaggsart som beskrevs av Audinet-serville 1833. Oregostoma nigripes ingår i släktet Oregostoma och familjen långhorningar. Inga underarter finns listade i Catalogue of Life.